# Нормобласт
Нормобласт, или эритробласт (др.-греч. ἐρυθρός — «красный» и βλαστός — «росток»), — это клетка-предшественник красного (эритроидного) кровяного ростка, у которой всё ещё есть ядро. Нормобласты являются непосредственными предшественниками ретикулоцитов, то есть юных эритроцитов.

## Терминология
Термин нормобласт иногда используется как синоним термина эритробласт, но в других случаях принято считать, что нормобласты являются подкатегорией (частным случаем) эритробластов. А именно, в подобном случае выделяют две категории эритробластов:
1. «нормобласты» — правильно, нормально развивающиеся эритробласты;
2. «мегалобласты» — необычно большие эритробласты, которые могут наблюдаться при дефиците витамина B12 или фолиевой кислоты (мегалобластной анемии);

## Стадии развития
Нормобласт проходит четыре стадии своего развития.
| Схематическое изображение | Описание                                                                   | Вид в микроскопии мазка |
|                           | Проэритробласт (пронормобласт, препрорубрицит)                             | Нет                     |
|                           | Базофильный нормобласт (прорубрицит)                                       |                         |
|                           | Полихроматофильный нормобласт (полихроматический нормобласт, рубрицит)     |                         |
|                           | Ортохроматофильный нормобласт (ортохроматический нормобласт, метарубрицит) |                         |